# Microcouche de surface océanique

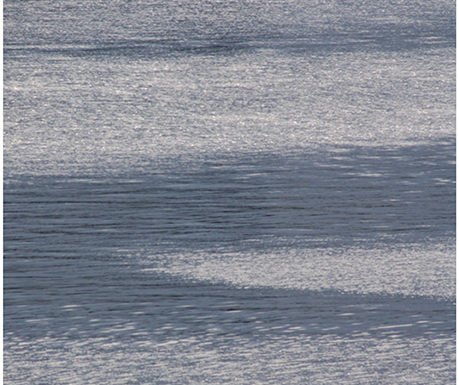
Les nappes de surface océanique peuvent constituer de précieuses nurseries pour les larves marines.

 (juillet 2025).

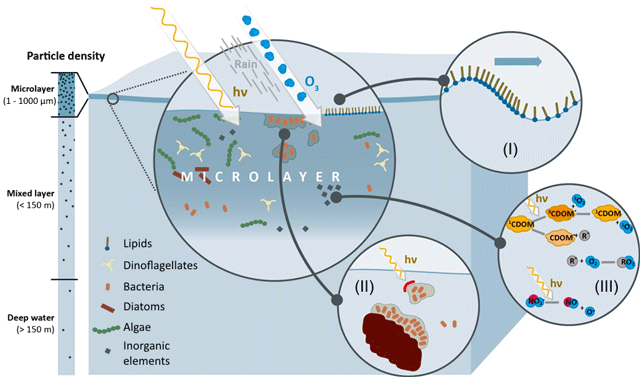
La microcouche de surface océanique est un microreacteur biochimique :
1. Orientation, réaction et agrégation chimiques spécifiques
2. Communautés microbiennes distinctes traitant la matière organique dissoute et particulaire
3. Exposition maximale au rayonnement solaire favorisant les réactions photochimiques et la formation de radicaux

La microcouche de surface océanique (MSO, SML en anglais) est l'interface entre l'atmosphère et l'océan, couvrant environ 70 % de la surface terrestre.

## Description
D'une épaisseur comprise entre 1 et 1 000 μm (1,0 mm), la MSO possède des propriétés physicochimiques et biologiques nettement distinctes de celles des eaux sous-jacentes. Des études indiquent que la MLS recouvre l'océan sur une grande partie, et il est prouvé qu'il s'agit d'un biofilm riche en agrégats, abritant des communautés microbiennes distinctes. De par sa position unique à l'interface air-mer, la MSO est au cœur de nombreux processus biogéochimiques et climatiques marins mondiaux.
La microcouche de surface océanique est la couche limite où se déroulent tous les échanges entre l'atmosphère et l'océan. Les propriétés chimiques, physiques et biologiques de la MSO diffèrent considérablement de celles des eaux souterraines situées quelques centimètres plus bas.
Malgré l'immensité de la surface océanique, la microcouche de surface océanique (MSO) n'a jusqu'à présent reçu que peu d'attention en tant qu'interface où s'effectuent les échanges de chaleur, de quantité de mouvement et de masse entre l'océan et l'atmosphère. Via cet interface, s'opèrent des changements environnementaux à grande échelle dans l'océan, tels que le réchauffement, l'acidification, la désoxygénation ou l'eutrophisation, influençant la formation des nuages, les précipitations et le bilan radiatif global. En raison de la connectivité profonde entre processus biologiques, chimiques et physiques, les études de la microcouche de surface océanique pourraient révéler de multiples sensibilités aux changements globaux et régionaux.
La compréhension des processus à la surface de l'océan, notamment de la microcouche de surface océanique comme interface importante et déterminante, pourrait grandement contribuer à la réduction des incertitudes concernant les rétroactions océan-climat. En 2017, les processus se déroulant au sein de la MSO, ainsi que les taux d'échange de matière associés à travers elle, restaient mal compris et étaient rarement représentés dans les modèles numériques marins et atmosphériques.

## Propriétés
L'interface MSO est fortement enrichie en composés organiques tels que les acides aminés, les glucides, les acides gras et les phénols. La plupart d'entre eux proviennent du biote des eaux souterraines, qui se décompose et est transporté à la surface,, mais d'autres sources existent également, telles que les dépôts atmosphériques, le ruissèlement côtier et la fertilisation anthropique. La concentration relative de ces composés dépend des sources de nutriments ainsi que des conditions climatiques telles que la vitesse du vent et les précipitations. Ces composés organiques à la surface forment un « film », appelé « nappe » lorsqu'il est visible, qui affecte les propriétés physiques et optiques de l'interface. Ces films se forment en raison de la tendance hydrophobe de nombreux composés organiques, qui les fait pénétrer dans l'interface air-air,. La présence de tensioactifs organiques à la surface de l'océan empêche la formation de vagues lorsque la vitesse du vent est faible. Pour des concentrations croissantes de tensioactifs, la vitesse critique du vent nécessaire à la formation de vagues océaniques augmente,. L'augmentation des concentrations de composés organiques à la surface entrave également les échanges gazeux air-mer par vent faible. L'un des modes de transport des particules et des composés organiques présents à la surface dans l'atmosphère est le processus appelé « éclatement des bulles »,. Les bulles génèrent la majeure partie des aérosols marins,,. Elles peuvent se disperser à plusieurs mètres de hauteur, capturant les particules qui s'accrochent à leur surface. Cependant, la principale source de matière provient de la microcouche de surface marine.

## Échanges

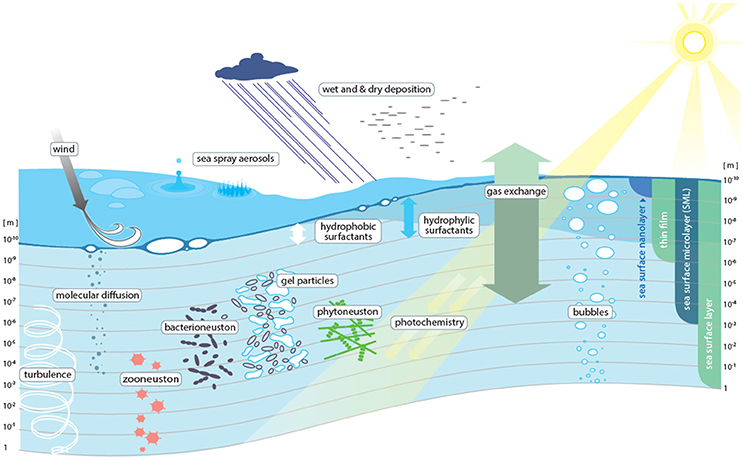
Processus de transport à travers la microcouche de surface de l'océan.

Les surfaces et les interfaces sont des zones critiques où se produisent d'importants échanges physiques, chimiques et biologiques. L'océan couvrant 362 millions de km², soit environ 71 % de la surface terrestre, l'interface océan-atmosphère est vraisemblablement l'une des interfaces les plus vastes et les plus importantes de la planète. Toute substance entrant ou sortant de l'océan depuis ou vers l'atmosphère traverse cette interface, qui, côté eau – et dans une moindre mesure côté air – présente des propriétés physiques, chimiques et biologiques distinctes. Côté eau, les 1 à 1 000 µm les plus superficiels de cette interface constituent la microcouche superficielle océanique (MSO). Telle une peau, la MSO est censée contrôler les taux d'échange d'énergie et de matière entre l'air et la mer, exerçant ainsi potentiellement des impacts à court et à long terme sur divers processus du système terrestre, notamment le cycle biogéochimique, la production et l'absorption de gaz à activité radiative comme le CO2 ou le DMS, et, in fine, la régulation du climat. En 2017, les processus se déroulant au sein de la MSO, ainsi que les taux d'échange de matière associés à travers elle, restent mal compris et rarement représentés dans les modèles numériques marins et atmosphériques.
Une meilleure compréhension des processus biologiques, chimiques et physiques à la surface supérieure de l'océan pourrait contribuer de manière essentielle à la réduction des incertitudes concernant les rétroactions océan-climat. De par sa position entre l'atmosphère et l'océan, la MSO est le premier à être exposé aux changements climatiques, notamment la température, les gaz traces pertinents pour le climat, la vitesse du vent et les précipitations, ainsi qu'à la pollution par les déchets humains, notamment les nutriments, les toxines, les nanomatériaux et les débris plastiques.

## Neuston

### Bactérioneuston
Le terme neuston s'applique aux organismes vivant dans la MSO et a été suggéré pour la première fois par Naumann en 1917. Comme dans d’autres écosystèmes marins, les communautés de bactérioneuston jouent un rôle important dans le fonctionnement de la MSO. La composition du bactérioneuston a été analysée et comparée à celle des eaux sous-jacentes (ULW) dans différents habitats, avec des résultats variables. L’étude s’est principalement concentrée sur les eaux côtières et les mers continentales, avec une étude limitée de la haute mer,,. En mer du Nord, une communauté bactérienne distincte a été trouvée dans la MSO, avec Vibrio spp. et Pseudoalteromonas (en) spp. dominant la communauté de bactérioneuston. Lors d'une prolifération de phytoplancton induite artificiellement dans un mésocosme de fjord, les bandes d'électrophorèse sur gel en gradient dénaturant (DGGE) les plus dominantes du bactérioneuston étaient constituées de deux familles bactériennes : Flavobacteriaceae et Alteromonadaceae. D'autres études ont cependant constaté peu ou pas de différences dans la composition des communautés bactériennes de la MSO et de l'ULW,. Les différences de méthodes d'échantillonnage de la MSO, qui entrainent des profondeurs d'échantillonnage variables, rendent difficiles les comparaisons directes entre les études difficiles,,,.
On en sait encore moins sur les mécanismes de contrôle des communautés bactériennes de la MSO et sur la façon dont la communauté bactérienne s'assemble à l'interface air-mer. La communauté du bactérioneuston pourrait être modifiée par des conditions de vent et des niveaux de rayonnement différents,,,, des vitesses de vent élevées inhibant la formation d'une communauté distincte du bactérioneuston,. La vitesse du vent et les niveaux de rayonnement font référence à des contrôles externes. Cependant, la composition de la communauté de bactérioneustons pourrait également être influencée par des facteurs internes tels que la disponibilité des nutriments et la matière organique (MO) produite dans la MSO ou dans l'ULW,,,.
L'un des principaux composants de la MSO constamment enrichis dans la LMS sont les particules exopolymères transparentes (en) (TEP),,, riches en glucides et formées par l'agrégation de précurseurs dissous excrétés par le phytoplancton dans la zone euphotique,,,. Le taux de formation de TEP plus élevés dans la MSO pourrait être facilité par le cisaillement du vent et la dilatation des eaux de surface,. De plus, en raison de leur flottabilité positive naturelle, lorsqu'ils ne sont pas lestés par d'autres particules qui leur sont collées, les TEP remontent la colonne d'eau et finissent par atteindre la MSO. Une deuxième voie possible pour les TEP de la colonne d'eau au MSO est le piégeage des bulles,.
Outre la remontée des bulles, un autre mécanisme potentiel de transport des bactéries de l'ULW vers la MSO pourrait être l'ascension des particules,, ou plus spécifiquement les TEP. Les bactéries se fixent facilement aux TEP dans la colonne d'eau,,. Les TEP peuvent servir de point chaud microbien et servir directement de substrat pour la dégradation bactérienne,,, et de protection contre le broutage pour les bactéries fixées, par exemple en agissant comme source alimentaire alternative pour le zooplancton,,. Il a également été suggéré que les TEP servent de protection contre la lumière pour les microorganismes dans les environnements à forte irradiation,.

### Vironeuston

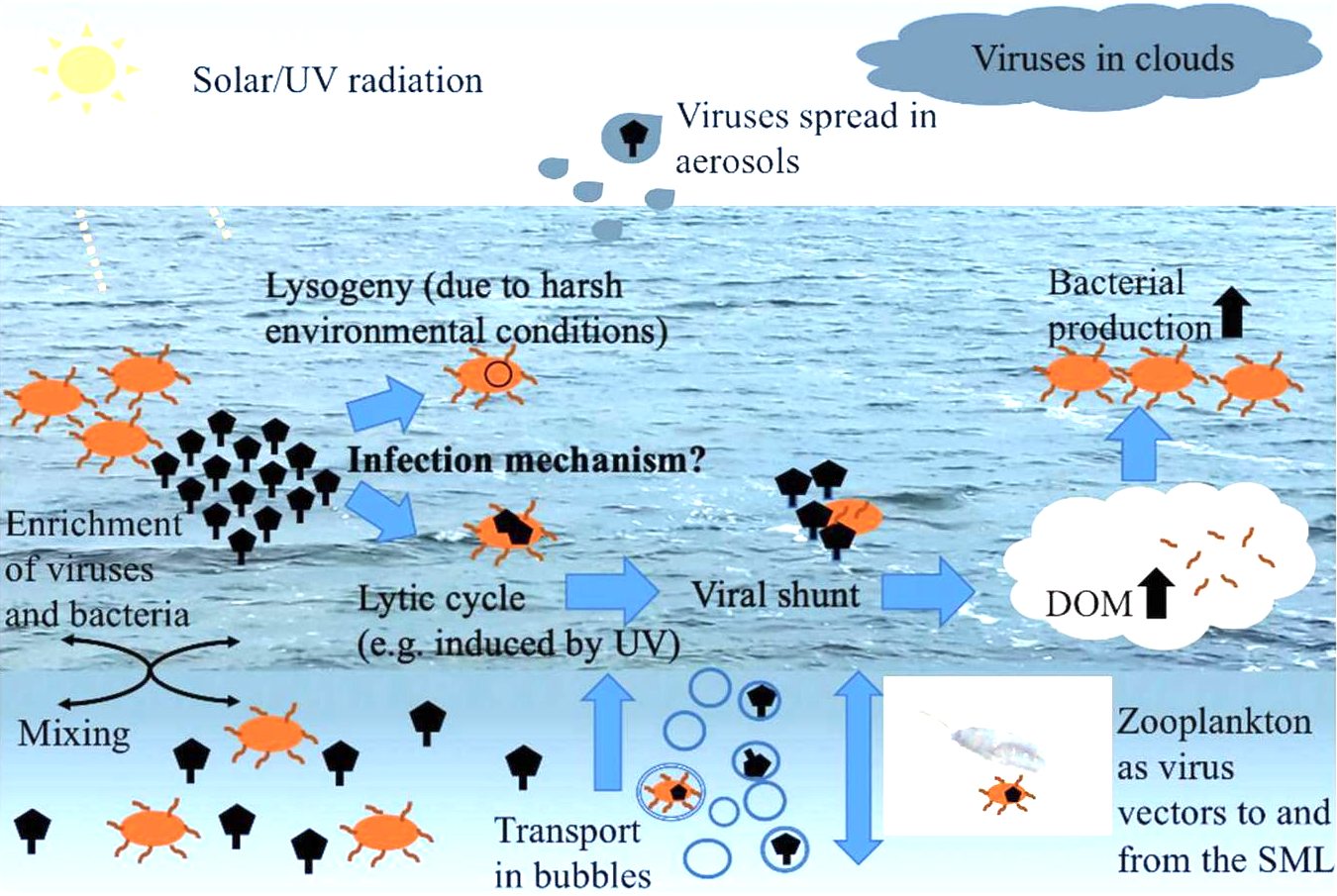
Dynamique viro-bactérienne dans la microcouche de surface océanique et au-delà. DOM = Carbone organique dissous, UV = ultraviolet.

Les virus présents dans la microcouche de surface océanique, ou vironeuston, suscitent depuis peu l’intérêt des chercheurs pour leur impacts écologiques potentiellement importants. Cette vaste interface air-eau se situant à l’intersection de processus majeurs d’échange air-eau couvrant plus de 70 % de la surface terrestre, elle est susceptible d’avoir de profondes implications sur les cycles biogéochimiques marins, la boucle microbienne et les échanges gazeux, ainsi que sur la structure du réseau trophique marin, la dispersion mondiale des virus aéroportés provenant de la microcouche superficielle de l’océan et la santé humaine. Les virus sont les entités biologiques les plus abondantes dans la colonne d’eau des océans. Dans la colonne d'eau libre, le viroplancton est généralement plus abondant que le bactérioplancton d'un ordre de grandeur, atteignant des concentrations typiques dans l'eau de 107 virus par mL. De plus, ils sont connus pour faire partie intégrante des cycles biogéochimiques globaux, façonnant et stimulant la diversité microbienne et structurant les réseaux trophiques. Comme d'autres membres du neuston, le vironeuston provient probablement de l'eau de mer. Par exemple, en 1977, Baylor et al. ont postulé l'adsorption des virus sur les bulles d'air lorsqu'elles remontent à la surface, ou que les virus peuvent se fixer aux particules organiques, également transportées vers la MSO par piégeage des bulles,.
Dans la MSO, l'interaction des virus avec le bactérioneuston induira probablement le shunt viral, un phénomène bien connu des systèmes pélagiques marins. Le terme « shunt viral » décrit la libération de carbone organique et d'autres composés nutritifs résultant de la lyse virale des cellules hôtes, et son ajout au pool local de matière organique dissoute (MOD). Le bactérioneuston enrichi et dense constitue une excellente cible pour les virus, comparé au bactérioplancton peuplant le sous-sol. En effet, un nombre élevé de cellules hôtes augmente la probabilité de rencontres hôte-virus. Le shunt viral pourrait contribuer efficacement à la teneur déjà élevée en MOD du SML, améliorant ainsi la production bactérienne, comme suggéré précédemment pour les écosystèmes pélagiques[101], et ainsi réapprovisionnant les cellules hôtes en cas d'infection virale. En affectant le pool de MOD, les virus du MSO pourraient interférer directement avec la boucle microbienne initiée lorsque la MOD est recyclée microbiennement, convertie en biomasse et transmise le long du réseau trophique. De plus, la libération de MOD des cellules hôtes lysées par les virus contribue à la génération de particules organiques. Cependant, le rôle du vironeuston dans la boucle microbienne n'a jamais été étudié.